# Robert Henry Mathews
Robert Henry Mathews (Melbourne, 1877. július 13. – Melbourne, 1970. február 16.) ausztrál misszionárius, nyelvész és sinológus. Főműve az 1931-ben megjelent kínai–angol szótár (Chinese-English Dictionary).

## Élete és munkássága
Mathews 1906-ban érkezett a szárazföldi Kínába, hogy missziós tevékenységet folytasson. Kezdetben kételkedtek a személye alkalmasságának szempontjából, mivel úgy gondolták, hogy 29 évesen már gondjai akadhatnak a kínai nyelv elsajátításával kapcsolatban. Mathews ennek ellenére épp a kínai nyelv területén ért el kimagasló eredményt. 1931-ben adta közre kínai–angol szótárát, amely azóta több tucat kiadásban jelent meg, és máig használatos alapvető segédkönyve a sinológiai kutatásoknak.